# Garfield County (Utah)
Garfield County je okres ve státě Utah v USA. K roku 2010 zde žilo 5 172 obyvatel. Správním a zároveň největším městem okresu je Panguitch. Celková rozloha okresu činí 13 489 km². Byl pojmenován podle Jamese A. Garfielda.